# فريق الدرع (مصارعة حرة)
الدرع (بالإنجليزية: The Shield)‏ هو مجموعة مصارعة محترفة في دبليو دبليو إي. تضم المجموعة كلاً من دين امبروز، ورومان رينز، سيث رولينز.

## الشخصيات
- دين أمبروز - وهو الفوضوي لفريق الدرع وأيضا وصفته الدبليو دبليو إي بالغريب، وبرز في 2013 أصبح متغطرس أكثر من قبل وخاصة في الكلام.
- سيث رولينز - وهو الخبير وخصوصا داخل الحلبة، وفي وسط 2013 أصبح رولينز يقوم بأشياء جنونية من أجل الفريق، وفي 2014 أصبح رولينز يلقب بمعماري الدرع.
- رومان رينز - وهو عضو القوة والضخامة في الفريق وهو رياضي استثنائي وماهر، وهو أقل واحد ثرثرة في الفريق، وفي وسط سنة 2013 لوحظ أنه أقوى أعضاء الفريق ودائما يقدم الفوز للفريق.

## التاريخ

### الفكرة
تعد هذه الفكرة هي فكرة تربل إتش اسطورة المصارعة الذي كان مديرا تنفيذيا وقتها ومسؤولا عن NXT الذي طور هذا الفريق واقترح ان يتم بناء هذا الفريق كما إنه طلب ان يكون رومان رينز هو عضو الضخامة والقوة عموما قد وفق هنتر في أسس هذه الفكرة التي لاقت نجاحا قياسيا
ظهر فريق الدرع (دين امبروز، سيث رولينز، رومان رينز) أول مرة في عرض سرفايفر سيرير بتاريخ 18 نوفمبر 2012 وتدخلوا في مباراة الحدث الرئيسي في ذلك العرض، وكانت المباراة بين جون سينا ورايباك وسي إم بنك (سي ام بانك كان صاحب اللقب ذلك الوقت) وتدخلوا الدرع لصالح بانك مما جعله يفوز في تلك المباراة ويحتفظ باللقب. وقاموا الدرع بتسميه نفسهم واختراع دخله جديده حيث ان جميع دخلاتهم تكون من بين الجماهير، وفي 22 أبريل واجهوا فريق الدرع الاسطورة اندرتيكر وكين ودانيل براين وتمكنوا من الفوز عليهم بعد انشغال اندرتيكر ودانيل براين بضرب خصومهم خارج الحلبة، وبعد هذا المباراة بأربعه أيام في عرض سماكداون لعب دين امبروز مباراة فرديه ضد الاندرتيكر ولكن لم يحالفه الحظ هذه المرة وخسر من الاندرتيكر وبعد المباراة دخل رومان رينز وسيث رولينز ليضربوا الاندرتيكر ولكن الاندرتيكر قاومهم وحده واسقطهم ارضا لينفذ رومان رينز حركة «سبير» خاطفه ويكسر الحاجز بأندرتيكر. في عرض اكستريم رولز بتاريخ 19 مايو 2013 تمكن دين امبروز من الفوز بحزام الولايات المتحدة بعد هزيمته لكوفي كينغستون، وفي نفس الليلة تمكن سيث رولينز ورومان رينز من هزيمه كين ودانيل براين ليفوزا بحزام الفرق الزوجيه. وفي عرض سماكداون بتاريخ 24 مايو أقيمت مباراة اعاده على لقب الولايات المتحدة بين دين امبروز وكوفي كينغستون وفي اثناء المباراة تدخل رومان رينز وسيث رولينز وتنتهي المباراة بفوز كوفي كينغستون بعدم الاهليه، ولكن بعد هذا الفوز بثلاثه أيام تمكن دين امبروز من استعاده لقبه بهزيمته لكوفي في عرض الرو بتاريخ 27 مايو وفي نفس العرض دافع سيث رولينز ورومان رينز على لقب الفرق الزوجيه بفوزهم على فريق «قطعا لا» الذي يضم كين ودانيل براين، وفي عرض ليله الابطال «نايت اوف تشامبينز» بتاريخ 16 سبتمبر 2013 تمكن الدرع بالاحتفاظ بالقابهم، دين امبروز هزم دولف زيغلر ورولينز ورينز هزموا فريق برايم تايم، وفي عرض باتل جراوند خسر رولينز ورينز ضد كودي رودز وغولدست في مباراة ليست على الأحزمة، وفي يوم 23 سبتمبر 2013 خسر فريق الدرع مباراة هانديكاب 11 ضد 3 وقد ثبت جميع أفراد الفريق وكانت أول مرة يثبت فيها رينز ذا أوسو وزيجلر ودانيال براين هم من ثبتوهم، وفي 16 أكتوبر عرض ماين أيفينت تمكن أمبروز من الحفاظ على لقبه ضد دولف زيجلر، وفي عرض هيل أن اسيل خسر رولينز ورينز مباراة ثلاثية للفرق ضد أخوة رودز وذا أوسو، وحافظ أمبروز على لقبه ضد بيج اي لينجستون عندما خسر بالعد الخارجي.

### مشاكل في الدرع
أول مشاكل الفريق كانت بين أمبروز ورينز وكان أمبروز العضو الوحيد الذي تمكن من الحفاظ على لقبه، وفي عرض سيرفايفر سريز 2013 مباراة سريفايفر سريز عندما أتحد فريق الدرع مع فريق الأمريكيون الأصيلون لمواجه ذا أوسو وأخوة رودز وري مستريو، كان أمبروز أول من أقصي وقام رولينز بأقصاء واحد ورينز بأقصاء أربعة أشخاص (رقم قياسي) 

سي ام بنك كان خصم فريق الدرع التالي، وفي عرض تي أل سي واجه فريق الدرع سي ام بونك في مباراة 3 ضد 1 وخسروها بعد أن قام رينز بحركة الرمح لدين أمبروز عن طريق الخطأ، رينز كان قويا بالمباراة 

و في بدايات 2014 أستمر العداء بين فريق الدرع وسي أم بونك، وفي مباراة رويال رامبل 2014 دخل جميع أعضاء الدرع المباراة، ولاحقا تلك المباراة حاول أمبروز أقصاء رينز ولكن الأخير هو الذي أقصى أمبروز ورولينز معا، رينز أقصى 12 مصارعا في تلك المباراة (رقم قياسي), ورولينز تحمل ثاني أكثر واحد بالمباراة 

في عرض الراو يوم 27 يناير 2014 لعب فريق الدرع ضد دانيال براين، جون سينا، شيمس في مباراة 3 ضد 3 أنتهت المباراة بتدخل فريق عائلة وايت مما أدى إلى خسارة فريق الدرع بالماراة بلأقصاء وحرمانهم من التأهل إلى عرض غرفة الأقصاء، ودخل الفريقان في عدأ وكان الفريقان شريران معا، وفي عرض غرفة الأقصاء تواجه الفريقان وفاز فريق عائلة وايت وذالك بعد قتال براي وايت ودين أمبروز بين الجماهير ولكن بعدها عاد وايت إلى الحلبة وهاجم رينز وحقق الفوز، وفي يوم 3 مارس عرض الرو خسر فريق الدرع ضد عائلة وايت مرة أخرى بعد أن أنسحب رولينز م من المباراة وترك رينز وأمبروز وخسروا.

### العدأ معالسلطة
و في يوم 7 مارس 2014 في سماكداون ألتقى أعضاء فريق الدرع في الحلبة معا ولكن أتحدو من جديد بعد أن قام أمبروز ورولينز بضرب بعضهما البعض 

و كان عدأ فريق الدرع التالي مع كين، إلذي يمثل مدير العمليات، حيث قام كين بأمر فريق الدرع بضرب جيري لولر لكنهم هاجموا كين، وفي عرض سماكدوان يوم 17 مارس تعرض فريق الدرع للهجوم من قبل فريق رايباكسل والأمريكيون الأصيلون ومن قبل كين وذا نيو أيدج أوتلاوز، وتواجه فريق الدرع ضد كين والأوتلاوز في عرض راسلمينيا30 وتمكن فريق الدرع من الفوز بسهولة وسرعة 

و في عرض الرو إلذي يلي راسلمينيا قام فريق الدرع بسماعدة دانيال براين ومهاجمة تريبل اتش وباتيستا وراندي أورتن وكين، وفي عرض ماين أيفينت تمكن أخيرا فريق الدرع من الفوز على فريق عائلة وايت بعد أن أضهرو آداء رائع في المباراة، وفي يوم 14 أبريل أرغم تريبل اتش فريق الدرع على مواجهة 11 مصارعا وتعرض فريق الدرع للضرب وتعرضو للضرب مرة أخرى لاحقا من قبل تريبل اتش وأورتن وباتيستا فريق أيفولوشن، وفي عرض سماكداون يوم 25 أبريل أعلن أن فريق الدرع سيواجهون 11 مصارع مرة أخرى ولكنهم قامو بأسقاط 6 منهم قبل المباراة أثناء العرض، وتمكنو من الفوز على الباقين في المباراة، وفي الأسبوع التالي حافظ أمبروز على لقبه ضد ألبيرتو ديل ريو وكورتس اكسل ورايباك في مباراة على بطولة الولايات المتحدة الأمريكية 

و في عرض القواعد المتطرفة تمكن فريق الدرع من الفوز على فريق أيفولوشن بعد مباراة رائعة وعنيفة، وبعدها بليلة واحدة خسر أمبروز لقبه في باتل رويل 20 مصارع فاز بها شيمس، ولاحقا في نفس الليلة، وفي عرض بايباك بيوم 1 يونيو 2014 فاز فريق الدرع على أيفلوشن مرة أخرى في مباراة أقصاء ولم يقصى أحد من فريق الدرع، وبعدها بعرض الرو بيوم 2 يونيو 2014 قام رولينز بخيانة أمبروز ورينز ومهاجمتها بكرسي فولاذي والأنضمام لتريبل اتش، وبعدها في الأسبوع الذي يليه قام أمبروز ورينز بمهاجمة رولينز ولكنه أختبئ خلف فريق عائلة وايت وتمكن أمبروز ورينز مع جون سينا من الفوز على عائلة وايت وكانت تلك أخر مرة كان فيها أمبروز ورينز على هيئة فريق الدرع حيث قام أمبروز بتغير ملابسه وموسيقى دخوله، لكن رينز بقي بنفس الملابس مع بعض التعديلات على موسيقى دخوله.

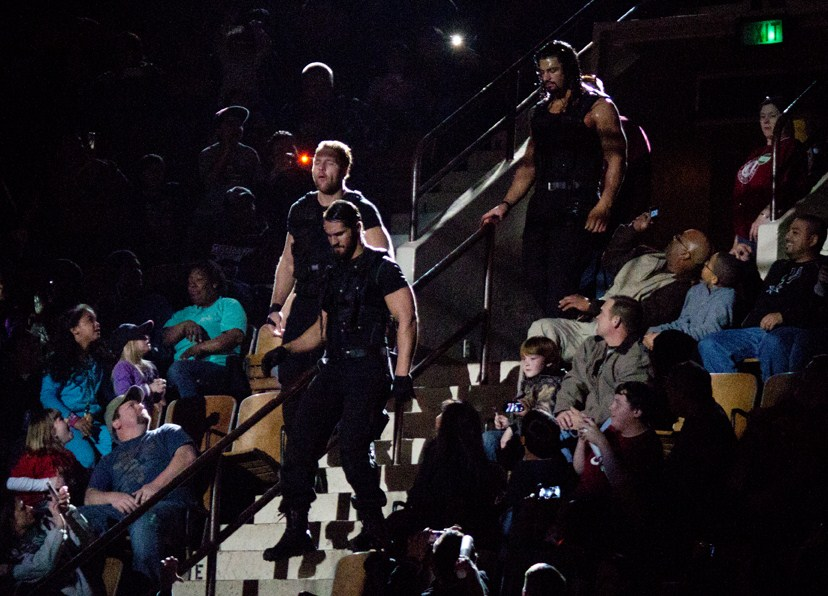
فريق الدرع يدخلون من بين الجماهير

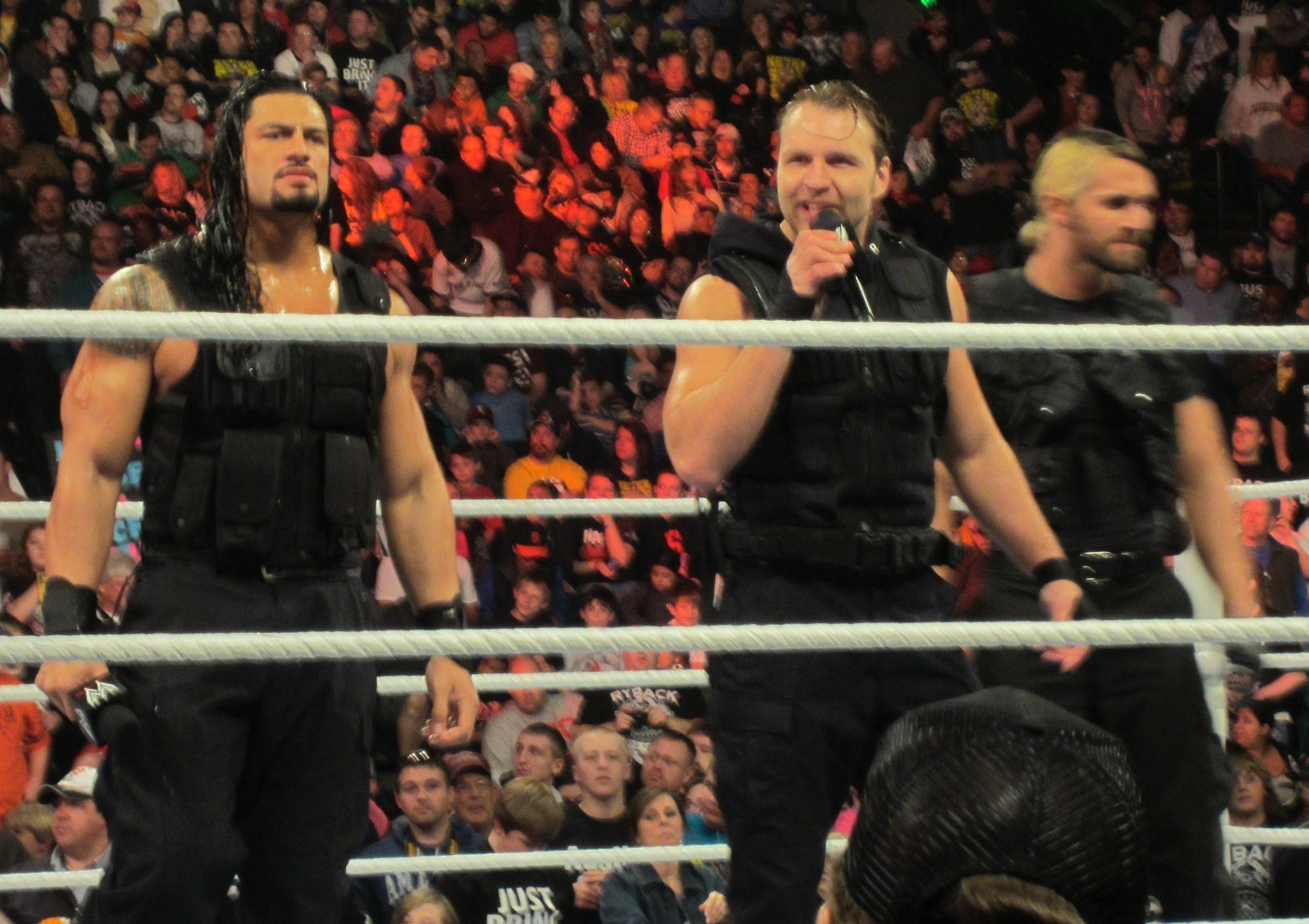
فريق الدرع بعرض الرو في فبراير 2013

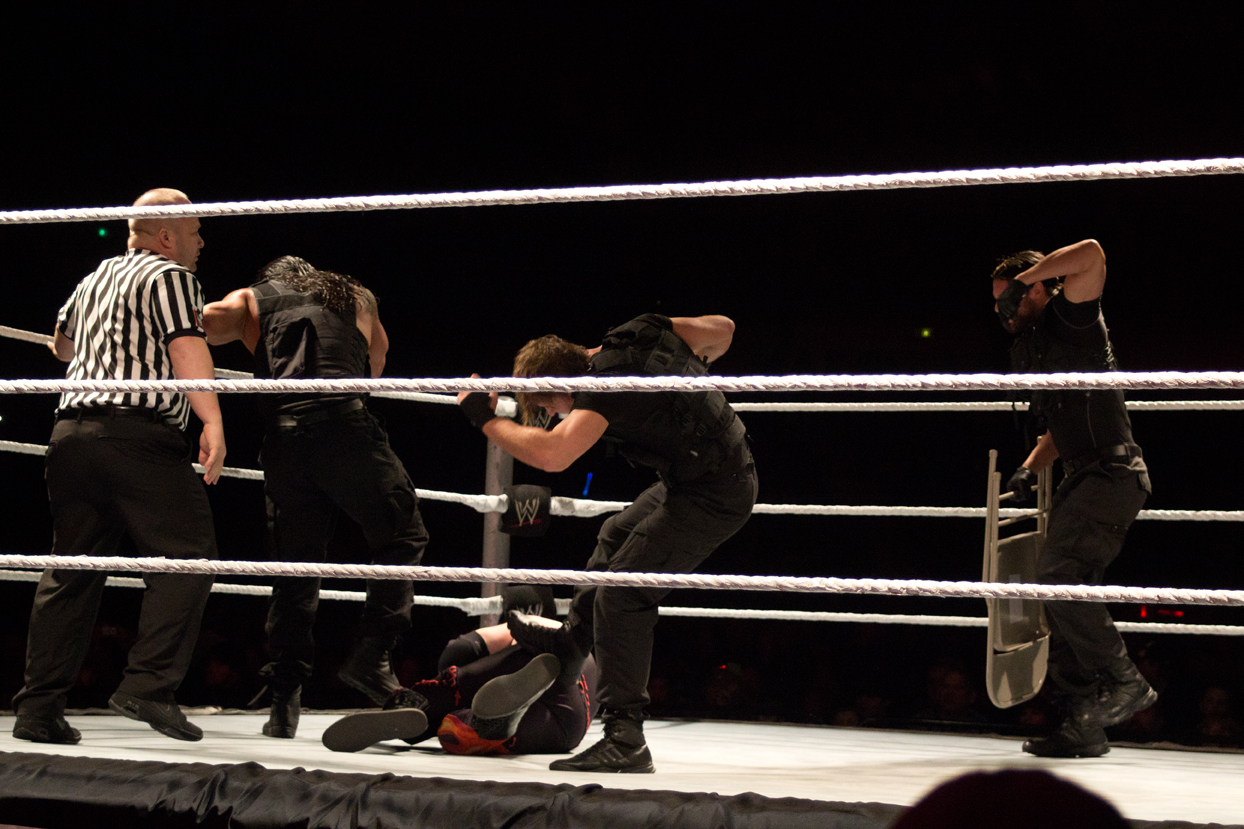
فريق الدرع يقومون بالهجوم على كين

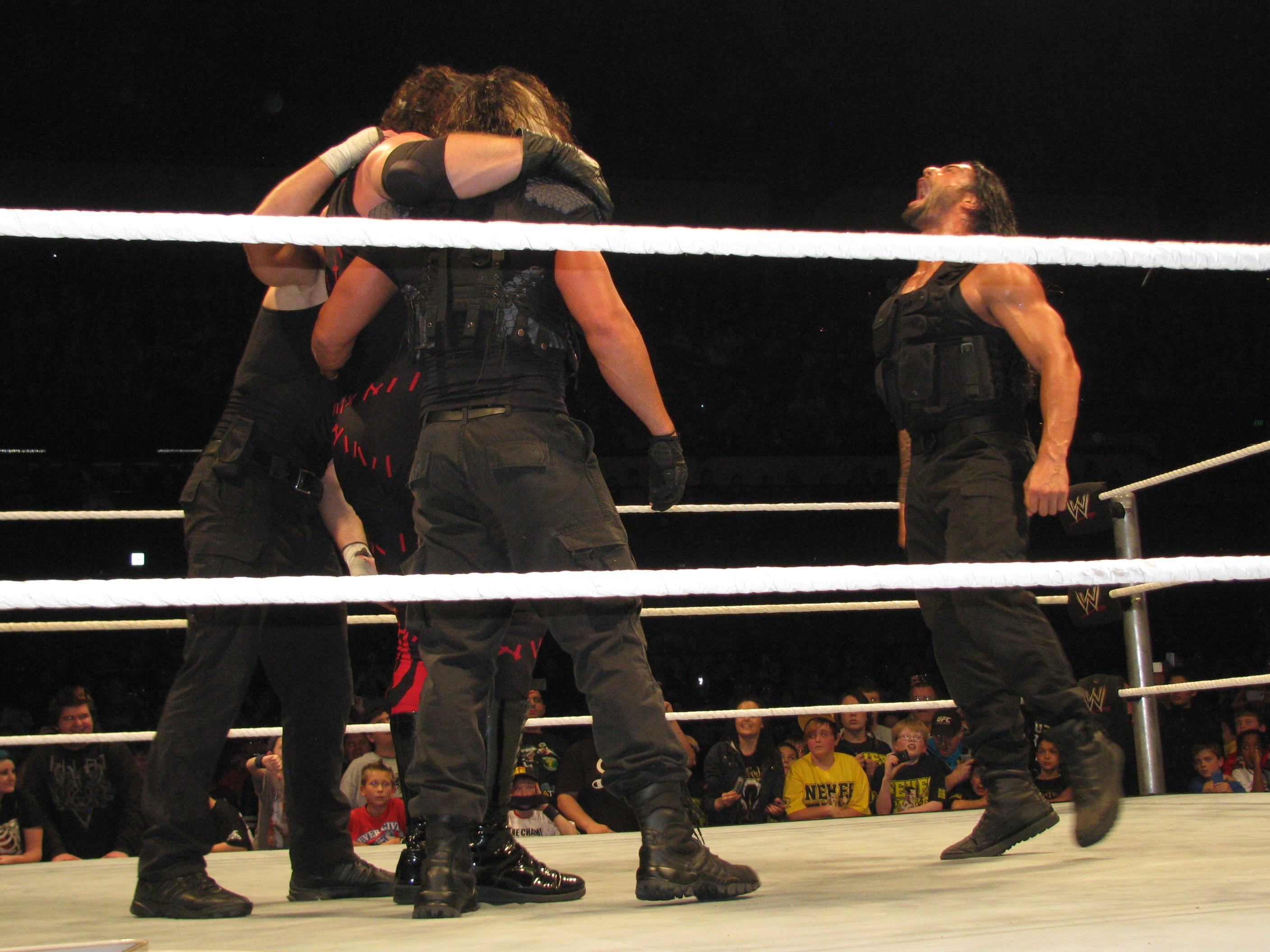
فريق الدرع يتعدون لتنفيذ حركة باوربومب الثلاثية على كين

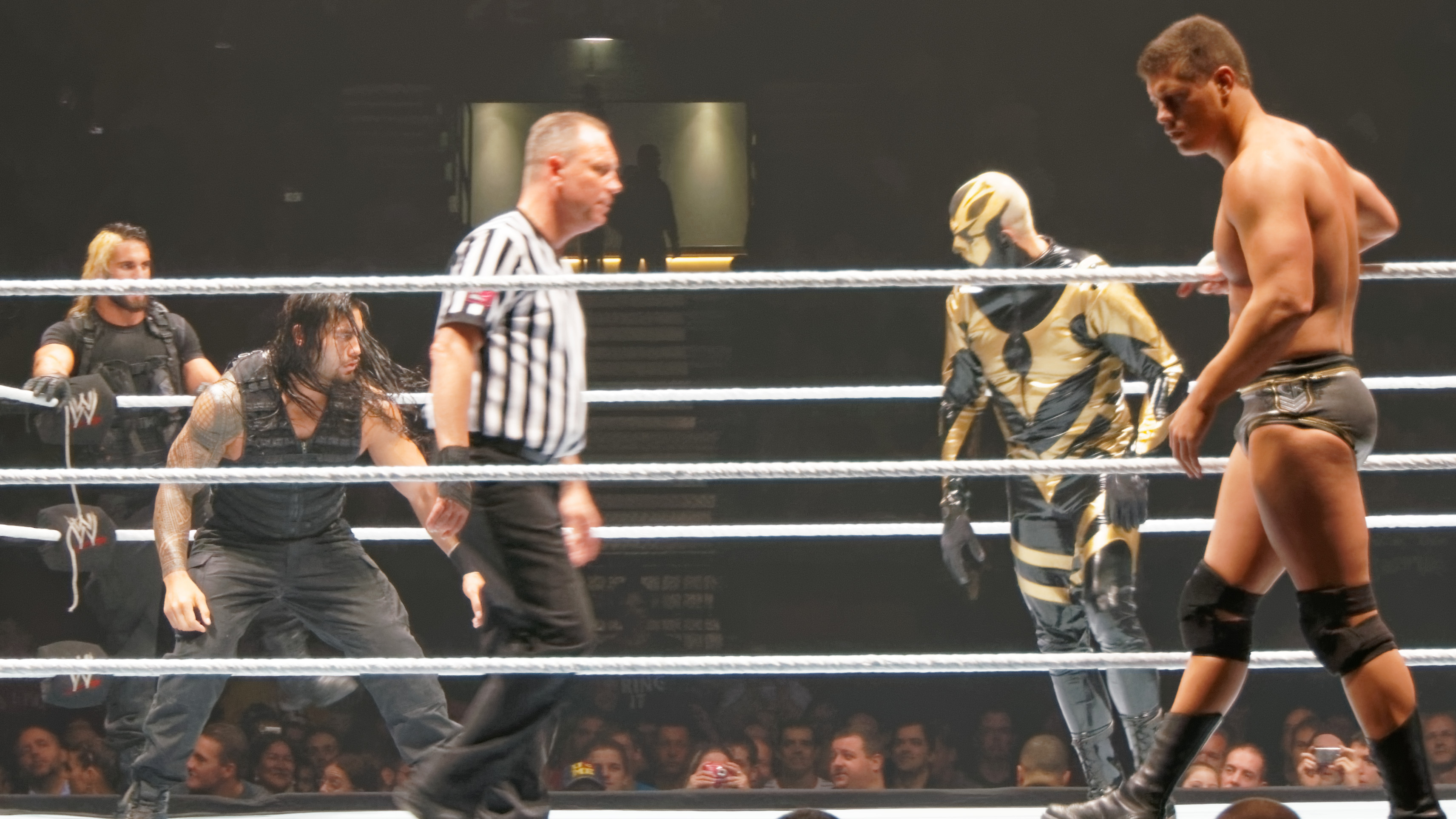
رينز و رولينز يصارعان فريق أخوة رودز

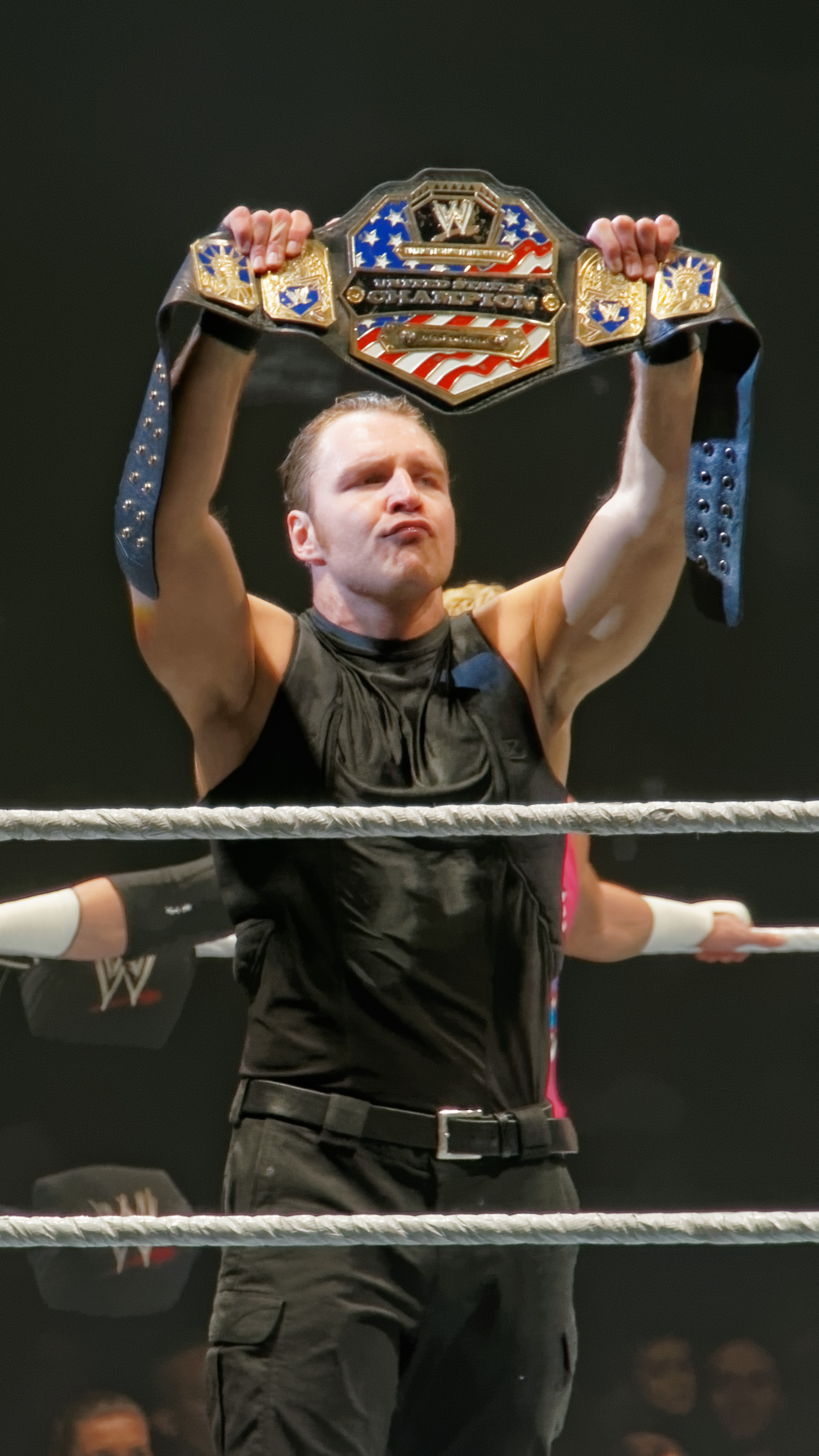
أمبروز بطل الولايات المتحدة الأمريكية لمدة 351 يوم (رقم قياسي)

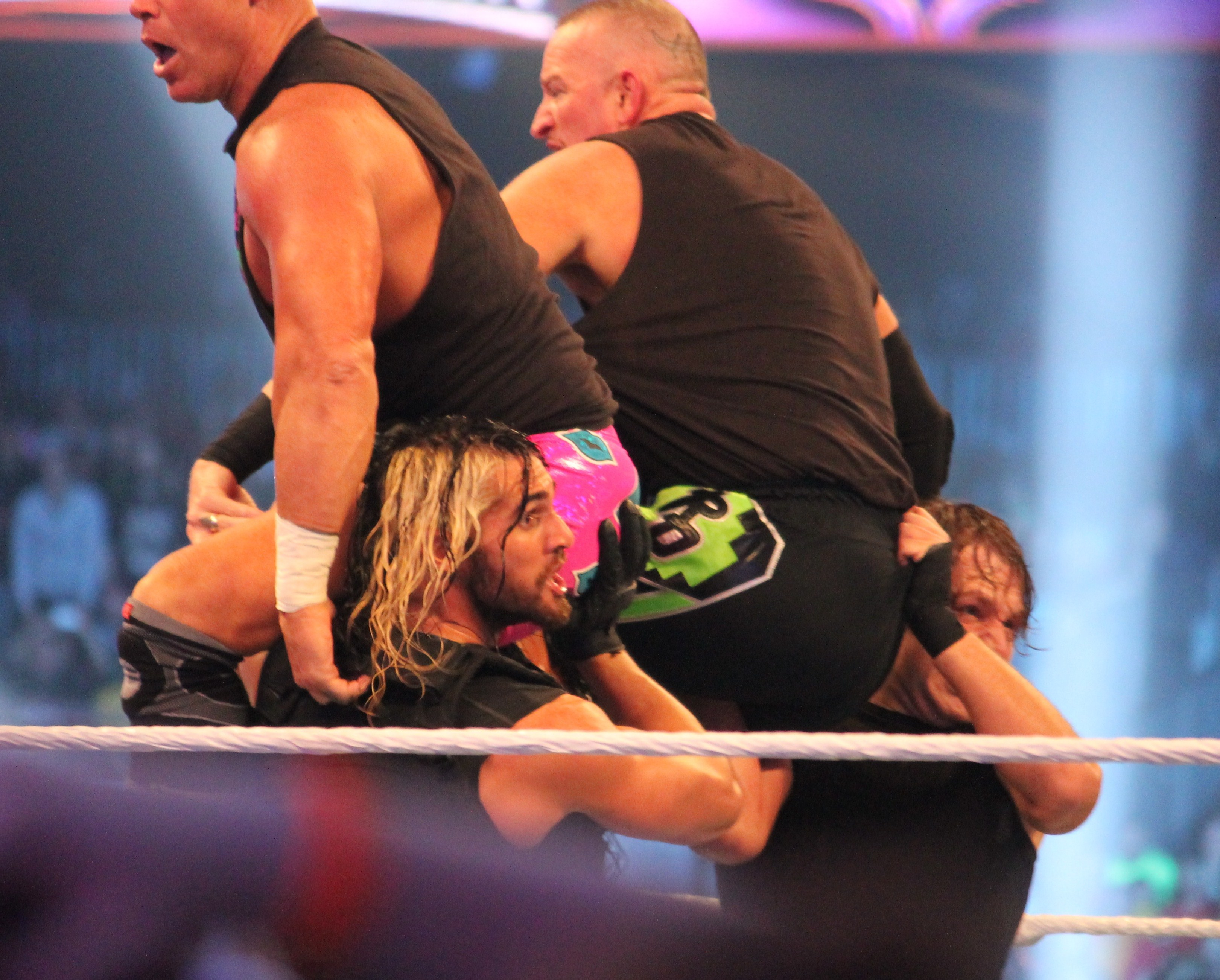
فريق الدرع ينفذون باوربومب الثلاثية مزدوجة في راسلمينيا 30

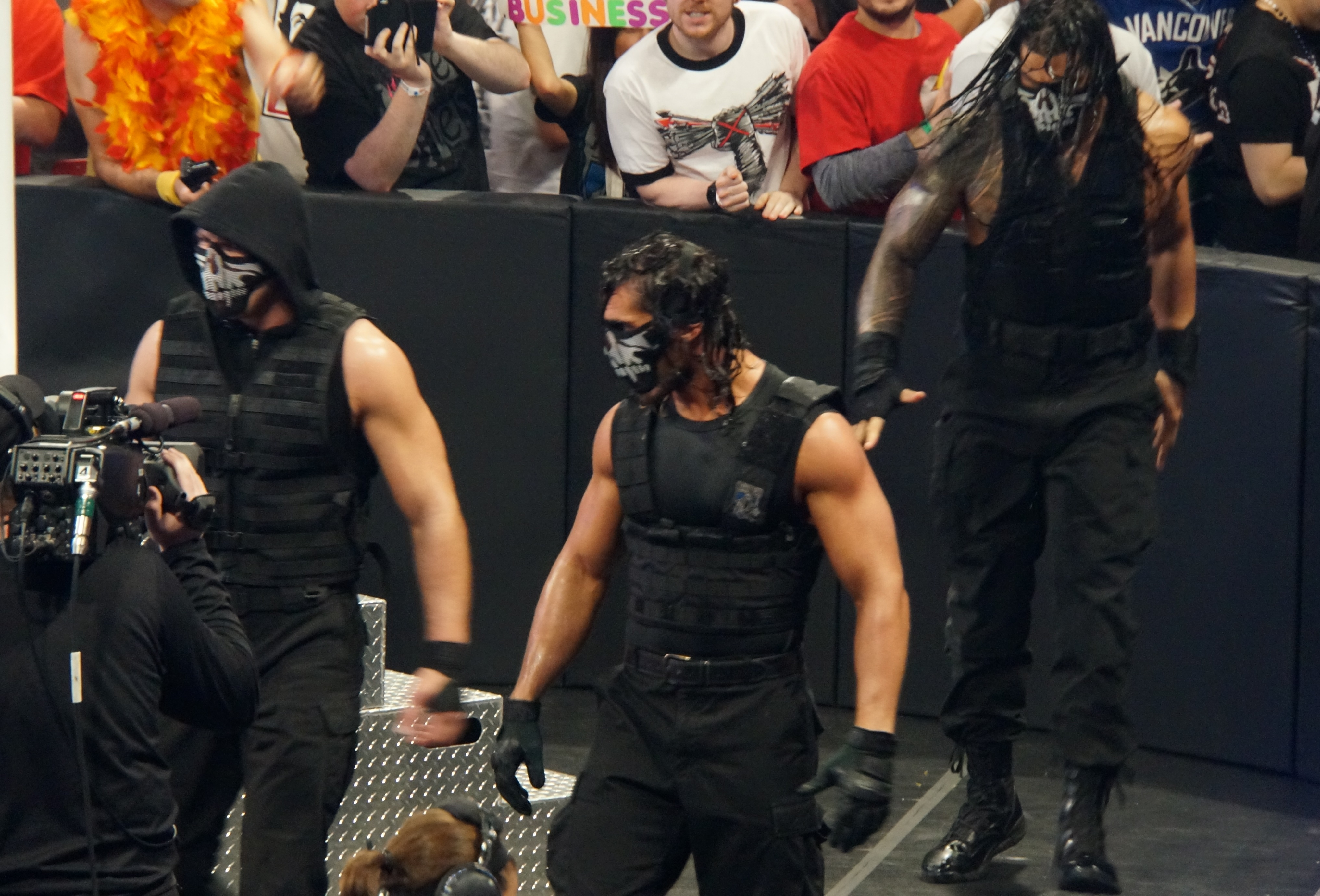
فريق الدرع يرتدون نصف أقنعة في أبريل 2014

## البطولات والانجازات
-
- بطولة التاج تيم سيث رولينز ودين امبروز (مرتين)
-بطولة القارات دين امبروز
-بطولة القارات رومان رينز
- بطولة التاج تيم سيث رولنز رومان راينز
- بطولة الولايات المتحدة دين امبروز
-بطولة الولايات المتحدة رومان رينز
-بطولة الولايات المتحدة سيث رولينز
-بطولة الوزن الثقيل رومان رينز (ثلاث مرات)
-بطولة الوزن الثقيل سيث رولينز (مرتين)
-بطولة الوزن الثقيل دين امبروز (مرة)
-رويال رامبل 2015 رومان رينز
-ماني إن ذا بانك 2014 سيث رولينز
-ماني إن ذا بانك 2016 دين امبروز امبروز
-بطولة القارات سيث رولينز (مرتين)
-بطولة اليونيفارسال رومان رينز
-بطولة اليونيفرسال سيث رولينز (مرتين)

## وصلات خارجية
- الدرع على موقع عالم المصارعة على الإنترنت (الإنجليزية)
- الدرع على موقع عالم المصارعة على الإنترنت (الإنجليزية)

دين امبروز
 رومان رينز هو ابن عم المصارع ذا روك
سيث رولينز